# Caviana (Manacapuru)
Caviana é um distrito brasileiro localizado no município de Manacapuru, no estado do Amazonas .
Em 13 de dezembro de 2010, foi realizado uma audiência pública na comunidade que pode se emancipar de Manacapuru para constituir um novo município.